# Jon Polito
Jon Polito, född 29 december 1950 i Philadelphia, Pennsylvania, död 1 september 2016 i Duarte strax utanför Los Angeles, Kalifornien, var en amerikansk skådespelare.
Polito gjorde över hundra roller. Mest känd är han kanske för sin medverkan i bröderna Coens filmer. Han var även flitigt förekommande i olika TV-serier.

## Filmografi i urval
- 1990 – Miller's Crossing
- 1991 – Barton Fink
- 1991 – Rocketeer
- 1994 – Strebern
- 1994 – The Crow
- 1996 – Den otroliga vandringen 2 - På rymmen i San Francisco (röst)
- 1998 – The Big Lebowski
- 1999 – Den gröna milen (okrediterad)
- 1999 – Stuart Little
- 2000 – Rocky och Bullwinkle på äventyr
- 2000 – Uppdrag: mord (TV-film)
- 2001–2002 – Chronicle (TV-serie)
- 2001 – Mimic 2
- 2001 – Skräddaren i Panama
- 2001 – The Man Who Wasn't There
- 2003 – View from the Top
- 2005–2008 – Ghost Whisperer (TV-serie)
- 2006 – Grilled
- 2006 – Flags of Our Fathers
- 2007 – Medium (TV-serie)
- 2011 – Atlas Shrugged: Part I
- 2014 – Big Eyes